# Pujada a Sant Feliu de Codines
La Pujada a Sant Feliu de Codines, antigament coneguda com a Pujada en costa a Sant Feliu de Codines, és una pujada de muntanya que es disputa anualment a la carretera BP-1432 entre les poblacions de Riells del Fai i Sant Feliu de Codines, al Vallès Oriental, amb sortida a Riells i arribada a Sant Feliu. L'esdeveniment s'ha disputat en dues etapes ben diferenciades: la primera, de 1959 a 1989 i la segona, de 1996 a l'actualitat.
Durant la primera etapa, la de la pujada "clàssica", la prova es disputava a primers de setembre, hi participaven motocicletes i automòbils i discorria per un tram de 4,2 quilòmetres de la carretera BP-1432. L'organitzava la Penya Motorista 10 x Hora fins que, el 1986, se n'encarregaren l'Escuderia Sant Feliu i el Moto Club Cingles de Bertí (MCCB). En aquella època, la Pujada era una prova de referència en la seva modalitat i obtingué una notable projecció internacional. A més, el fet de ser la primera pujada del calendari després de l'estiu la feia molt esperada pels pilots i pels veïns de Sant Feliu, que s'hi abocaven.
Durant la segona etapa, l'actual, la pujada es disputa cap al novembre, hi participen únicament automòbils i discorre per un tram de 4,5 quilòmetres de la mateixa carretera, amb un recorregut gairebé idèntic al clàssic. Aquesta segona pujada ha estat organitzada regularment des del 1996, amb algun any de pausa, per l'Escuderia Vall del Tenes Sant Feliu de Codines ("VTS") i s'anomena oficialment Pujada Vall del Tenes-Sant Feliu de Codines.

## Història

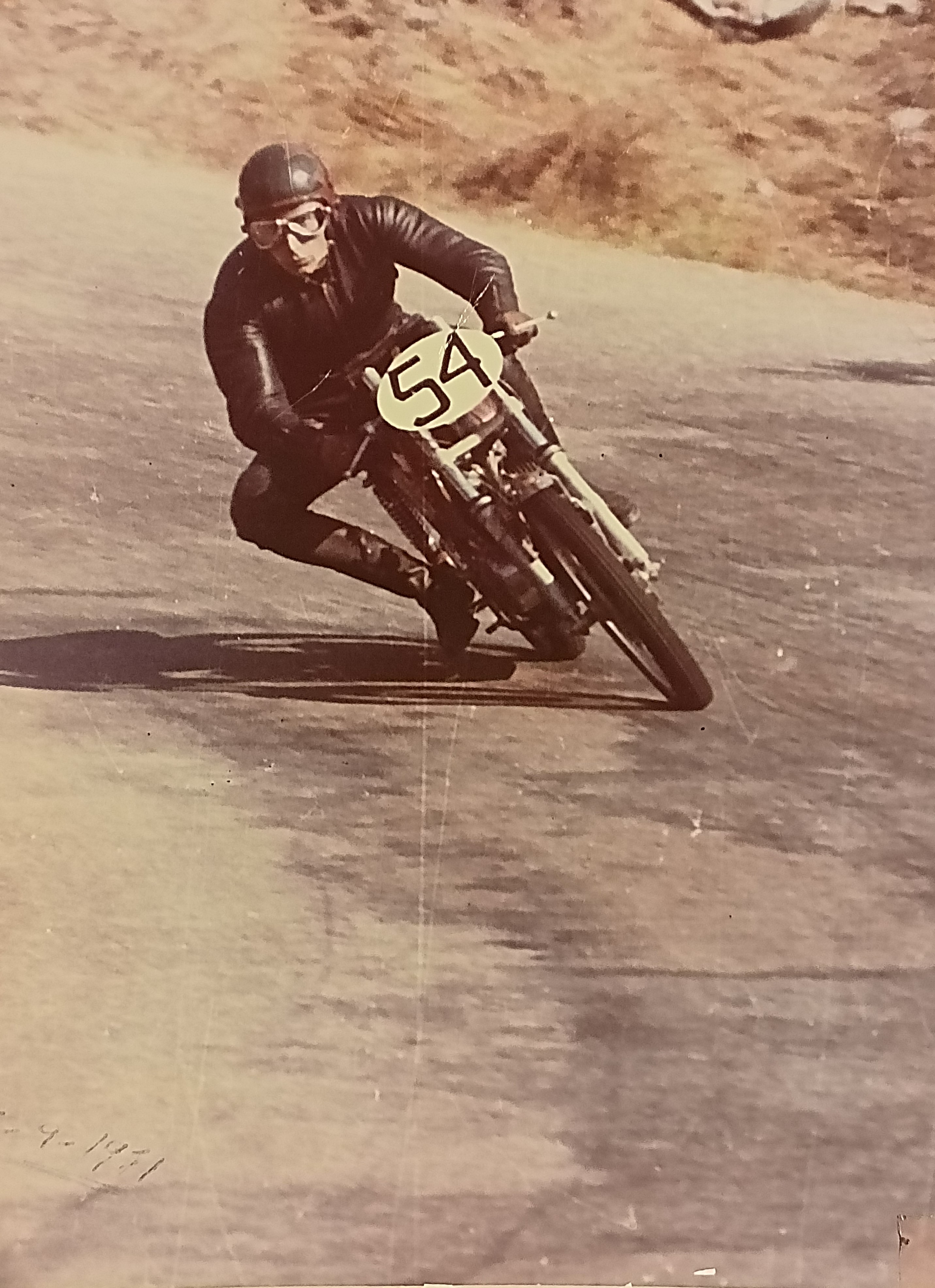
Jordi-Lluís Boquet a la Pujada de 1974

El 1969, la pujada va passar a formar part del Campionat de Catalunya de muntanya i el 1972 va ser inclosa al Campionat d'Espanya de la mateixa modalitat. La cursa fou organitzada ininterrompudament per la Penya Motorista 10 x Hora fins al 1984. El 1985, la Penya decidí d'organitzar una altra pujada en comptes d'aquesta, concretament la Sant Cugat-Tibidabo (que recuperava després d'uns anys sense disputar-se) i la de Sant Feliu de Codines no es va convocar. El 1986, dues entitats locals (l'Escuderia Sant Feliu i el Moto Club Cingles de Bertí) varen reprendre la pujada de Sant Feliu tot substituint definitivament la Penya Motorista 10 x Hora al capdavant de l'organització.
El 1989, la pujada no es va arribar a disputar a causa d'un accident esdevingut pocs dies abans en una cursa del campionat estatal, a Santander, en què hi va morir un espectador i quatre més hi van resultar ferits. El consegüent enduriment de les mesures de seguretat exigides per la federació estatal va fer inviable la continuïtat de la prova catalana, de manera que es va deixar de convocar definitivament. Calgué esperar al 1996 perquè unes altres entitats tornessin a endegar l'esdeveniment.
Pel que fa als accidents, malgrat que les mesures de seguretat disposades pels organitzadors de la pujada a Sant Feliu eren importants i es milloraven any rere any, el 1980 calgué lamentar l'únic accident mortal que s'ha produït mai en aquesta cursa. El jove espectador Joan Portet, veí de Castellterçol, morí en ser atropellat pel Ford Fiesta de Rodolfo Tesone, quan aquest sortí de la pista i xocà contra les bales de palla de la tribuna. Portet, de 18 anys, era en aquell instant darrere la tanca metàl·lica, caminant cap a un altre punt de la carretera, i fou envestit pel vehicle.

### Protagonistes

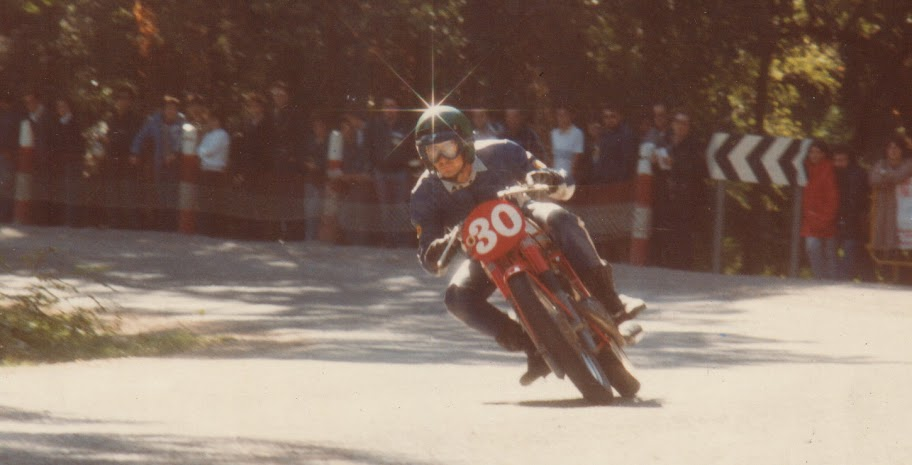
Jordi Fornas a la Pujada a Sant Feliu de Codines de 1982

La primera edició de la cursa la van guanyar Francesc Xavier Anet amb un Renault Dauphine en cotxes i Josep Maria Rodà amb una Mòndial 200 en motos. El 1983, Fernando Gómez va establir el rècord absolut de la cursa en cotxes, amb un Toj-BMW. El 1987, Carles Kotnik va marcar el de les motos amb una Yamaha 500.
Qui més bons resultats va obtenir a la prova al llarg de la seva història va ser el sabadellenc Joan Fernández, tot un mite de l'especialitat a escala nacional i europea, que va arribar a guanyar-la fins a setze vegades en cotxes. D'altres automobilistes destacats també hi van participar; Paco Gòdia, Jaime Martinez Clotet, Manel Juncosa, Guy Hospitalier, Jean Claude Doret, José Maria Juncadella, Ives Aviat, Paulette Delcros, Geni Baturone, Ben Heiderich, Jorge Bäbler, Juan Kutz, Luciano Otero, Carlos Arenzana, Salvador Serviá, Miquel Brunells, Juan Llagostera, Jordi Pla, Alfonso Tórmez, Fermí Vélez, Andres Vilariño, Pietro Raddi, Pancho Egozkue, Ramon Brucart, Joan Vinyes. El pilot més destacat en motos fou Carles Giró, amb quatre victòries a la cursa (totes elles amb OSSA). Un altre pilot motociclista que hi aconseguí èxits destacats fou el local Jordi Fornas, de la veïna Gallifa, qui en set participacions consecutives -de 1982 a 1988- hi guanyà tres vegades, una en la categoria de motocicletes "modernes" (1983, en classe 250cc Senior) i dues en "clàssiques" (1987 i 1988). Cal esmentar també les victòries absolutes d'altres pilots com ara Josep Pladevall, Antoni Font o Pepe Fernández El loco.
Al llarg de la seva història, nombrosos pilots motociclistes de renom competiren en aquesta prova, entre ells Frederic van der Hoeven, Paco Tombas, Carlos Rocamora, Pitu Sanglas, Josep Maria Arenas, Ricard Fargas, Min Grau, Joan Parés, Joan Bordons, Joan Porcar, Sito Pons, Josep Coronilla, Freddy Sanjuan, Ton Marsinyach, Xavier Bover, Eduard Carol i Josep Maria Mallol.

## La pujada clàssica (1959-1989)

### Recorregut

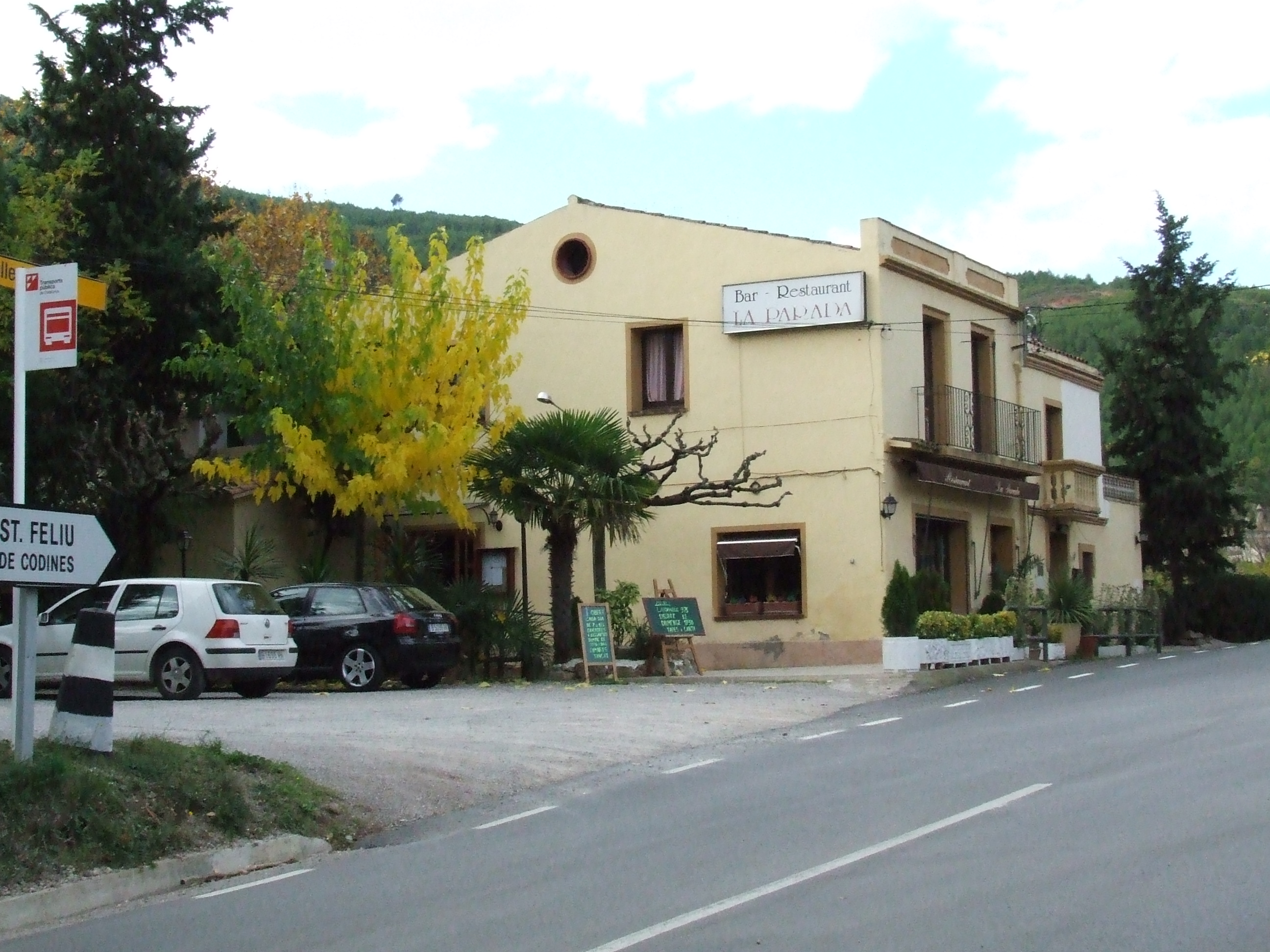
El restaurant La Parada a la carretera BP-1432, prop del punt de sortida de la cursa clàssica

La cursa es disputava a la carretera BP-1432 en direcció Sant Feliu. La distància total a recórrer era de 4,2 quilòmetres, amb la sortida situada als afores de Riells (vora el restaurant La Parada) i l'arribada prop de la urbanització Els Saulons d'en Déu, a tocar de Sant Feliu de Codines, a pocs metres de la cruïlla amb la carretera C-59 que puja de Caldes de Montbui a Sant Feliu.
Característiques
- Sortida: km 22
- Arribada: Km 17,8
- Longitud: 4,2 km
- Alçada de la sortida: 280 m sobre el nivell del mar
- Alçada de l'arribada: 440 m sobre el nivell del mar
- Desnivell del recorregut: 160 m
- Pendent mitjà: 4%

Durant el cap de setmana que durava l'esdeveniment (dissabte hi havia els entrenaments i diumenge, la cursa), el parc tancat dels vehicles participants se situava a la Plaça Major de Sant Feliu de Codines.

### Traçat
Pel que fa al recorregut pròpiament dit, la pujada es caracteritzava pel seu traçat sinuós i revirat. Al llarg dels seus 4,2 quilòmetres s'enllaçaven tota mena de revolts, tots ells amb un nom popular que ha quedat en el record. Des de la sortida fins a l'arribada, els principals eren aquests i per aquest ordre:
- Trampolín
- Alzina
- Cirerer
- Evidenta
- Can Garriga
- Cinc Curves
- Font del Clara
- Villar
- Roca Gran
- Tribuna

### Categories
La prova admetia tres tipus de vehicles (motocicletes, sidecars i automòbils), dividits cadascun en diverses categories en funció de la seva cilindrada i preparació: "Turisme", "Sport", "Competició", etc. Més tard, s'hi afegiren algunes categories específiques per a escúters, ciclomotors i altres. Per bé que d'any en any podia variar sensiblement, l'estructura típica de categories durant les primeres edicions era aquesta:
| - Motocicletes: - Turisme - Fins a 50 cc - Fins a 65 cc - Fins a 100 cc - Fins a 125 cc - Fins a 200 cc - Sport - Fins a 125 cc - Fins a 350 cc - Competició - Fins a 125 cc - Fins a 250 cc - Superiors a 250 cc | - Sidecars: - Fins a 125 cc - Fins a 250 cc - Superiors a 250 cc | - Automòbils: - Turisme de sèrie - Fins a 600 cc - Fins a 1.000 cc - Superior a 1.000 cc - Millorats - Fins a 750 cc - Fins a 1.000 cc - Fins a 1.600 cc - Gran Turisme - Fins a 1.000 cc - Fins a 1.600 cc - Fins a 2.000 cc |

### Palmarès
Font:
S'assenyalen amb negreta els guanyadors absoluts de cada edició.
| Edició | Any  | Data           | Motocicletes        | Motocicletes  | Motocicletes  | Automòbils           | Automòbils            | Automòbils    |
| Edició | Any  | Data           | Guanyador           | Moto          | Temps         | Guanyador            | Cotxe                 | Temps         |
| ------ | ---- | -------------- | ------------------- | ------------- | ------------- | -------------------- | --------------------- | ------------- |
| I      | 1959 | 26 de juliol   | Josep Maria Rodà    | Mòndial 200   | 3'35"3        | Francesc Xavier Anet | Renault Dauphine      | 3'55"         |
| II     | 1960 | 11 de setembre | Paco Tombas         | Derbi 250     | 3'24"9        | Víctor Sagi          | Porsche 356           | 3'23"6        |
| III    | 1961 | 10 de setembre | Carles Rocamora     | Montesa 125   | 3'13"8        | Jaume Martínez       | Porsche 356           | 3'17"4        |
| IV     | 1962 | 9 de setembre  | Josep Maria Arenas  | Ducati 250    | 3'15"7        | Jaume Piera          | Austin-Healey         | 3'20"7        |
| V      | 1963 | 8 de setembre  | Josep Maria Arenas  | Montesa       | 3'13"6        | Joan Fernández       | Porsche 356 Carrera 2 | 3'03"63       |
| VI     | 1964 | 6 de setembre  | Carles Giró         | OSSA          | 3'13"2        | Joan Fernández       | Porsche 904 GTS       | 3'03"0        |
| VII    | 1965 | 5 de setembre  | Carles Giró         | OSSA          | 3'12"0        | Guy Hospitalier      | Porsche Abarth        | 3'07"0        |
| VIII   | 1966 | 4 de setembre  | Carles Giró         | OSSA          | 3'11"6        | Joan Fernández       | Porsche Carrera 6     | 2'53"2        |
| IX     | 1967 | 3 de setembre  | Ricard Fargas       | Ducati        | 3'03"2        | Joan Fernández       | Porsche Carrera 6     | 2'45"9        |
| X      | 1968 | 1 de setembre  | Ricard Fargas       | Ducati        | 3'06"8        | Ben Heiderich        | Porsche Carrera 6     | 2'50"0        |
| XI     | 1969 | 31 d'agost     | Ricard Fargas       | Ducati        | 3'05"6        | Joan Fernández       | Porsche 908/1         | 2'35"5        |
| XII    | 1970 | 30 d'agost     | Benjamí Grau        | Montesa       | 3'05"5        | Joan Fernández       | Porsche 908/1         | 2'31"2        |
| XIII   | 1971 | 5 de setembre  | Carles Giró         | OSSA          | 3'04"9        | Joan Fernández       | Porsche 908/3         | 2'32"1        |
| XIV    | 1972 | 27 d'agost     | Alejandro Cerrada   | OSSA          | 3'06"2        | Joan Fernández       | Porsche 908/3         | 2'33"7        |
| XVI    | 1973 | 9 de setembre  | Julio Collado       | Montesa       | 2'56"69       | Jorge Pla            | Lola T290             | 2'36"64       |
| XVI    | 1974 | 8 de setembre  | Julio Collado       | Bultaco       | 3'09"63       | Joan Fernández       | Abarth Osella PA2 BMW | 2'31"71       |
| XVII   | 1975 | 7 de setembre  | Jordi Camps         | Bultaco       | 3'03"47       | Joan Fernández       | Abarth Osella PA2 BMW | 2'32"64       |
| XVIII  | 1976 | 5 de setembre  | Josep Coronilla     | OSSA          | 2'59"24       | Joan Fernández       | Osella PA4 BMW        | 2'28"60       |
| XIX    | 1977 | 11 de setembre | Miquel Àngel Ferrés | Bultaco       | 2'58"35       | Joan Fernández       | Lola-BMW              | 2'26"53       |
| XX     | 1978 | 10 de setembre | Josep Pladevall     | Husqvarna     | 2'57"13       | Jean Claude          | March                 | 2'27"15       |
| XXI    | 1979 | 16 de setembre | Josep Pladevall     | Montesa       | 2'55"48       | Joan Fernández       | Lola T296 BMW         | 2'25"07       |
| XXII   | 1980 | 21 de setembre | José Fernández      | Montesa       | 2'57"69       | Joan Fernández       | Lola T296 BMW         | 2'24"71       |
| XXIII  | 1981 | 27 de setembre | Antoni Font         | Montesa       | 3'29"32       | Joan Fernández       | Lola T297 BMW         | 2'32"05       |
| XXIV   | 1982 | 26 de setembre | José Fernández      | Beta          | 2'57"96       | Joan Fernández       | Lola T297 BMW         | 2'19"28       |
| XXV    | 1983 | 2 d'octubre    | José Fernández      | Beta          | 2'52"36       | Fernando Gómez       | Toj-BMW               | 2'17"42       |
| XXVI   | 1984 | 30 de setembre | Antoni Font         | Yamaha        | 2'58"78       | Fermí Vélez          | Lola-BMW              | 2'18"69       |
| -      | 1985 | No programada  | No programada       | No programada | No programada | No programada        | No programada         | No programada |
| XXVII  | 1986 | 1 de setembre  | Carles Kotnik       | Yamaha 500    | 2'54"382      | Ramon Brucart        | Lola-BMW              | 2'26"414      |
| XXVIII | 1987 | 6 de setembre  | Carles Kotnik       | Yamaha 500    | 2'50"31       | Alfonso Tórmez       | Avidesa A2000         | 2'24"800      |
| XXIX   | 1988 | 4 de setembre  | Carles Kotnik       | Yamaha        | 2'55"17       | Joan Vinyes          | Lola BMW              | 2'22"05       |
| -      | 1989 | Cancel·lada    | Cancel·lada         | Cancel·lada   | Cancel·lada   | Cancel·lada          | Cancel·lada           | Cancel·lada   |

## La pujada actual (VTS)
Cap a 1995, quan ja feia uns anys que la cursa havia desaparegut del calendari, la Federació Catalana d'Automobilisme va reunir diversos antics corredors del Vallès per a formar l'Escuderia Vall del Tenes-Sant Feliu de Codines (VTS), entitat que reprengué l'organització de la Pujada d'ençà de 1996, reservant-la ara només als automòbils. Aquesta nova pujada s'ha anat convocant anualment fins a l'actualitat, tret d'algunes edicions de pausa com ara la de 2010, en què la manca d'entesa amb l'ajuntament va fer impossible la seva organització en uns moments en què la prova ja comptava amb una quarantena d'edicions (14 d'elles organitzades per l'Escuderia Vall del Tenes-Sant Feliu de Codines).
Actualment, la Pujada automobilística a Sant Feliu de Codines és considerada una de les més emblemàtiques de Catalunya. El 8 de novembre de 2014 se'n celebrà la 42a edició, puntuable entre d'altres per al Campionat de Catalunya de Muntanya. Hi varen competir uns 50 participants. La 43a edició es disputà el cap de setmana del 14 al 15 de novembre de 2015.
Durant la pujada automobilística, el parc d'assistència se situa al pàrquing municipal de Riells del Fai, a la cruïlla de l'Avinguda Sant Vicenç i el Passeig Mossèn Jaume Plans. El lliurament de premis es fa al Centre Cívic La Fonteta de Sant Feliu de Codines, a partir de les 4 de la tarda.

### Recorregut

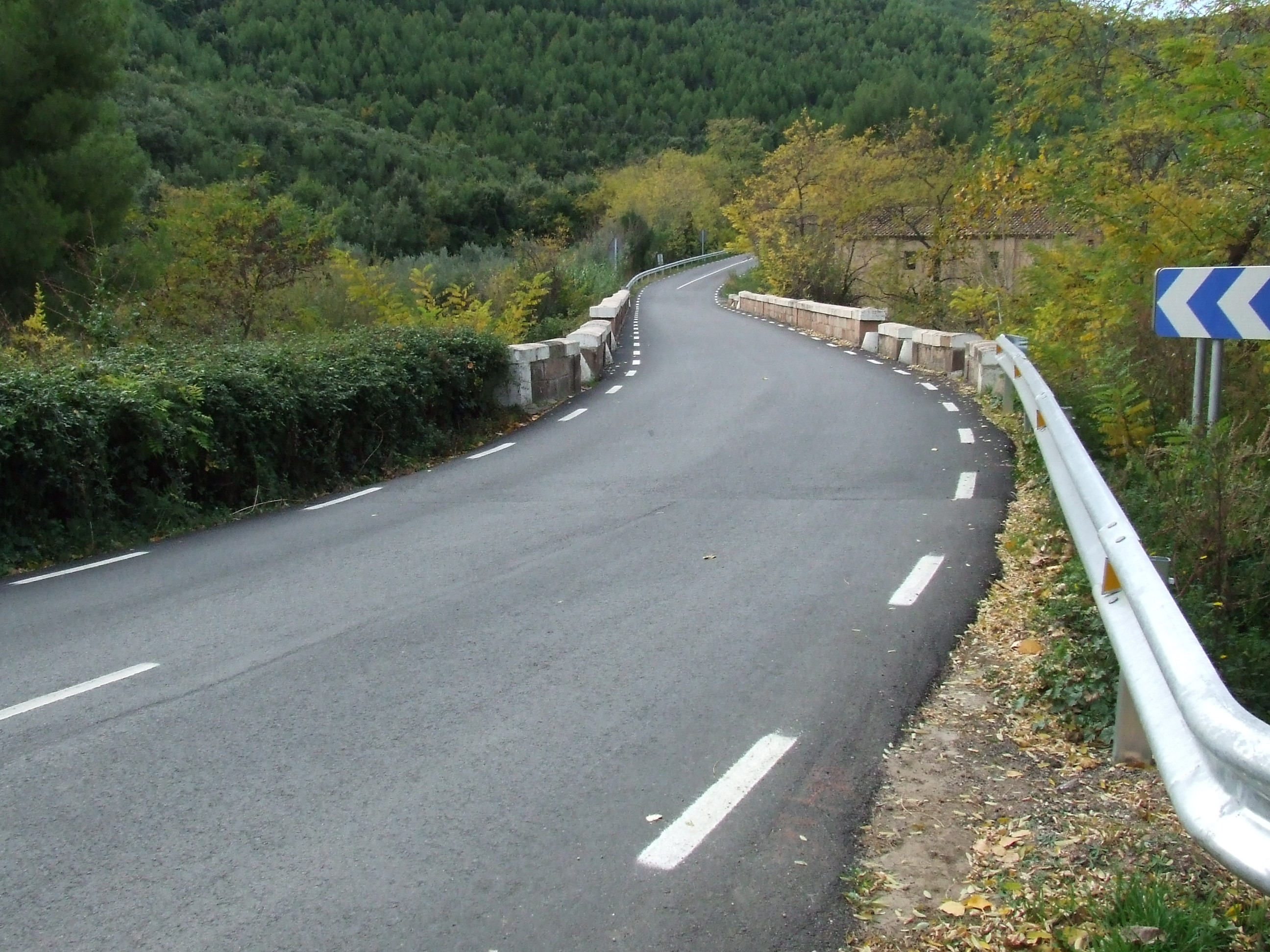
El pont de Can Camp a la carretera BP-1432, pocs metres abans del punt de sortida de la cursa actual

La nova pujada es disputa si fa no fa al mateix tram de carretera que la clàssica, en el mateix sentit de la marxa (de Riells a Sant Feliu) i amb el punt d'arribada situat al mateix lloc. En canvia només el punt de sortida, que és 300 metres més enrere que a la pujada tradicional, concretament al km 22,3 (passat el pont de Can Camp). Per tant, la distància total a recórrer és ara de 4,5 quilòmetres.
Característiques
- Sortida: km 22,3
- Arribada: Km 17,8
- Longitud: 4,5 km
- Alçada de la sortida: 280 metres sobre el nivell del mar
- Alçada de l'arribada: 450 m sobre el nivell del mar
- Desnivell del recorregut: 170 m
- Pendent mitjà: 4,04%
- Amplada mitjana de la pista: 6 m

## Curses relacionades

### Pujada del MC Manresa
Cap al 2008, el Moto Club Manresa recuperà la pujada clàssica, destinada en aquest cas a motos, sidecars i quads, i des d'aleshores l'organitzà durant uns pocs anys a primers de juny, amb un recorregut semblant al tradicional. El 2010 se'n celebrà la 32a edició (recuperant doncs la numeració de la pujada clàssica, que s'havia acabat el 1988 amb la 29a edició).

### Revival (ChronoDriver)
El 2010, l'empresa privada de màrqueting esportiu ChronoDriver va començar a organitzar -de forma paral·lela a la pujada automobilística- un "Revival" anual que permet de recuperar alguns protagonistes del passat, els quals hi participen en el format de regularitat, tot i que la marca mitjana s'acosta força als registres de velocitat pura. L'esdeveniment s'anomena Historique Hill Climb Revival i es basa en una prova de muntanya internacional d'exhibició i regularitat. A primers d'octubre de 2014 se'n celebrà la cinquena edició. La cursa segueix el reglament de la FEVA (Federación Española de Vehículos Antiguos) i es disputa en el recorregut de sempre, entre els punts quilomètrics 22 i 17,800 (dels voltants del restaurant La Parada fins a la cruïlla de Sant Feliu), en total 4,2 km de recorregut.